# György Gedó
György Gedó [ˈɟørɟ ˈɡɛdoː] (* 23. April 1949 in Újpest, heute Stadtteil von Budapest) war Olympiasieger im Boxen und Trainer.

## Boxkarriere
Gedó begann 1957 beim Sportclub Előre-Építók in Békéscsaba mit dem Boxsport und wechselte 1965 nach Budapest, wo er beim Sportclub Magyar Pamut, sowie ab 1967 bis zu seinem Karriereende 1980, bei Vasas unter Zsigmond Adler trainierte. Er war von 1968 bis 1980 Mitglied des ungarischen Nationalteams und bestritt im Laufe seiner Karriere 597 Kämpfe, von denen er mehr als 580 gewann. Zudem ist er der bislang einzige ungarische Boxer, der an vier Olympischen Spielen teilgenommen hat.
Er wurde 1968, 1969, 1970, 1971, 1972, 1973, 1975 und 1980 jeweils Ungarischer Meister und konnte bereits 1968 an den Olympischen Sommerspielen in Mexiko-Stadt teilnehmen, wo er in der Vorrunde gegen Joseph Donovan ausschied (TKO).
1969 gewann er mit einem Finalsieg gegen Franco Udella die Goldmedaille bei der Europameisterschaft in Bukarest, wodurch er der erste Europameister in der neu eingeführten Gewichtsklasse Halbfliegengewicht wurde. 1971 wiederholte er diesen Erfolg bei der Europameisterschaft in Madrid, wobei er unter anderem erneut Franco Udella und im Finale Aurel Mihai besiegen konnte.
Den größten Erfolg seiner Karriere erzielte er dann bei den Olympischen Sommerspielen 1972 in München, als er mit Siegen gegen Surapong Sripirom (TKO), Dennis Talbot (5:0), Wolodymyr Iwanow (3:2) und Ralph Evans (5:0) das Finale erreichte und dort beim Kampf um die Goldmedaille Kim U-gil bezwang (5:0).
Aufgrund einer Verletzung verpasste er die Teilnahme an der Europameisterschaft 1973 und startete als Nächstes bei der Weltmeisterschaft 1974 in Havanna, wo er im Viertelfinalkampf gegen den späteren Weltmeister Jorge Hernández ausschied. Gedó, der aufgrund seines Wehrdienstantritts 1973 sein Training nicht mehr in vollem Umfang absolvieren konnte, erkämpfte bei der Europameisterschaft 1975 in Katowice mit Siegen gegen Fazlija Šaćirović und Henryk Średnicki, sowie einer Niederlage im Halbfinale gegen Alexander Tkatschenko, eine Bronzemedaille.
Bei den Olympischen Sommerspielen 1976 in Montreal besiegte er Sayed Bashiri (KO) und Serdamba Batsuk (5:0), ehe er im Viertelfinale mit 1:4 gegen Phayao Phoontharat ausschied. Nach einer Auszeit vom Boxen kehrte er 1980 zurück und konnte an den Olympischen Sommerspielen 1980 in Moskau teilnehmen, wo er Charles Lubulwa (TKO) besiegte, jedoch erneut im Viertelfinale gegen Hipólito Ramos unterlag (0:5).

## Sonstiges
Gedó wurde in Újpest geboren und wuchs bei Pflegeeltern auf, nachdem er von seinen leiblichen Eltern auf den Stufen einer Synagoge zurückgelassen worden war. Im Alter von zwei Jahren kam er mit seiner Familie nach Békéscsaba. Nach der Grundschule absolvierte er eine Ausbildung zum Schweißer und leistete ab 1973 für 18 Monate seinen Wehrdienst.
Nach seiner Wettkampfkarriere war er leitender Trainer der Boxabteilung von Vasas sowie von 1981 bis 1989 auch Geschäftsführer des Restaurants Belvárosi Vendéglátó Vállalat und Direktor des Népstadions. Mitte der 1990er Jahre war er Cheftrainer des Clubs Kordax SE in Eger, sowie ab 1996 auch Berater und ab 2016 Landesinspektor des ungarischen Boxverbandes.
Er ist seit 1996 verwitwet und Vater von drei Kindern.
2014 wurde die Boxhalle von Vasas nach ihm benannt.